# Codice ATC A11
Il codice ATC A11 "Vitamine" è un sottogruppo del sistema di classificazione Anatomico Terapeutico e Chimico, un sistema di codici alfanumerici sviluppato dall'OMS per la classificazione dei farmaci e altri prodotti medici. Il sottogruppo A11 fa parte del gruppo anatomico A, farmaci per l'apparato digerente e del metabolismo.
Codici per uso veterinario (codici ATCvet) possono essere creati ponendo la lettera Q di fronte al codice ATC umano: QA11...
Numeri nazionali della classificazione ATC possono includere codici aggiuntivi non presenti in questa lista, che segue la versione OMS.

## A11A Multivitamine, associazioni

### A11AA Multivitamine con minerali
A11AA01 Multivitamine e ferro
A11AA02 Multivitamine e calcio
A11AA03 Multivitamine e altri minerali, incluse le associazioni
A11AA04 Multivitamine e oligoelementi

## A11C Vitamina A e D, includendo associazioni dei due

### A11CA Vitamin A, semplice
A11CA01 Retinolo (vitamina A)
A11CA02 Betacarotene

### A11CC Vitamina D e analoghi
A11CC01 Ergocalciferolo
A11CC02 Diidrotachisterolo
A11CC03 Alfacalcidolo
A11CC04 Calcitriolo
A11CC05 Colecalciferolo
A11CC06 Calcifediolo
A11CC20 Associazioni

## A11D Vitamina B1, semplici e in associazione con vitamina B6e B12

### A11DA Vitamina B1, semplice
A11DA01 Tiamina (vitamina B1)
A11DA02 Sulbutiamina
A11DA03 Benfotiamina

## A11G Acido ascorbico (vitamina C), incluse le associazioni

### A11GA Acido ascorbico (vitamina C), semplice
A11GA01 Acido ascorbico (vitamina C)

### A11GB Acido ascorbico (vitamina C), associazioni
A11GB01 Acido ascorbico (vitamina C) e calcio

## A11H Altri preparati con vitamine semplici

### A11HA Altri preparati con vitamine semplici
A11HA01 Nicotinamide
A11HA02 Piridossina (vitamina B6)
A11HA03 Tocoferolo (vitamina E)
A11HA04 Riboflavina (vitamina B2)
A11HA05 Biotina
A11HA06 Piridossalfosfato
A11HA07 Inositolo
A11HA08 Tocofersolano
A11HA30 Pantenolo
A11HA31 Acido pantotenico
A11HA32 Pantetina